# Yang Wenlong
Yang Wenlong (7 luglio 1999) è uno snowboarder cinese specializzato in slopestyle e big air.

## Biografia
Attivo in gare FIS dal 2017 e specializzato in big air e slopestyle, Yang ha esordito in Coppa del Mondo il 25 novembre dello stesso anno, giungendo 42º nel big air di Pechino vinto dal canadese Mark McMorris. Il 1º dicembre 2024 ha ottenuto il suo primo podio nel massimo circuito, chiudendo 3º nel medesimo contesto nella gara vinta dal giapponese Hiroto Ogiwara.

## Palmarès

### Coppa del Mondo
- Miglior piazzamento nella Coppa del Mondo generale di freestyle: 60º nel 2024
- 2 podi:
  - 1 vittoria
  - 1 terzo posto

#### Coppa del Mondo - vittorie
| Data            | Luogo       | Paese   | Disciplina |
| --------------- | ----------- | ------- | ---------- |
| 11 gennaio 2025 | Kreischberg | Austria | BA         |

Legenda:

BA = Big air